# John Chandler Gurney

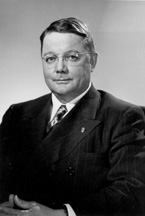
John Chandler Gurney

John Chandler „Chan“ Gurney (* 21. Mai 1896 in Yankton, South Dakota; † 9. März 1985 ebenda) war ein US-amerikanischer Politiker (Republikanische Partei), der den Bundesstaat South Dakota im US-Senat vertrat.

## Leben
J. Chandler Gurney besuchte die öffentlichen Schulen in Yankton. Während des Ersten Weltkriegs diente er im Rang eines Sergeant in einer Einheit der US Army, die von 1918 bis 1919 in Europa eingesetzt wurde. Nach der Rückkehr in die Vereinigten Staaten arbeitete er wieder für das Saatgut- und Gärtnerei-Unternehmen seiner Familie, die Gurney's Seed and Nursery Company. Zwischen 1926 und 1932 betrieb er den Radiosender WNAX in Yankton, ehe er 1932 nach Sioux Falls umzog, wo er sich im Ölgeschäft betätigte.
1936 blieb Gurneys erste Kandidatur für einen Sitz im US-Senat erfolglos; zwei Jahre später gewann er die Wahl um den zweiten Senatssitz von South Dakota. Nach einer Wiederwahl im Jahr 1944 blieb er vom 3. Januar 1939 bis zum 3. Januar 1951 im Senat. Dabei war er zwischen 1947 und 1949 Vorsitzender des Verteidigungsausschusses. Auch 1950 bemühte er sich um die Wiederwahl, unterlag jedoch in der Primary seiner Partei gegen Francis H. Case.
Nach seiner politischen Laufbahn wurde Gurney noch im Jahr 1951 zum Mitglied im Civil Aeronautics Board ernannt. Dies war eine dem US-Handelsministerium unterstellte, aber eigenständig arbeitende Behörde, die für Sicherheitsbestimmungen im zivilen Luftverkehr zuständig war. 1954 wurde er deren Vorsitzender, welcher er bis 1964 blieb. Er setzte sich in Yankton zur Ruhe, wo er 1985 verstarb.